# Marie Catharine de Moerloose

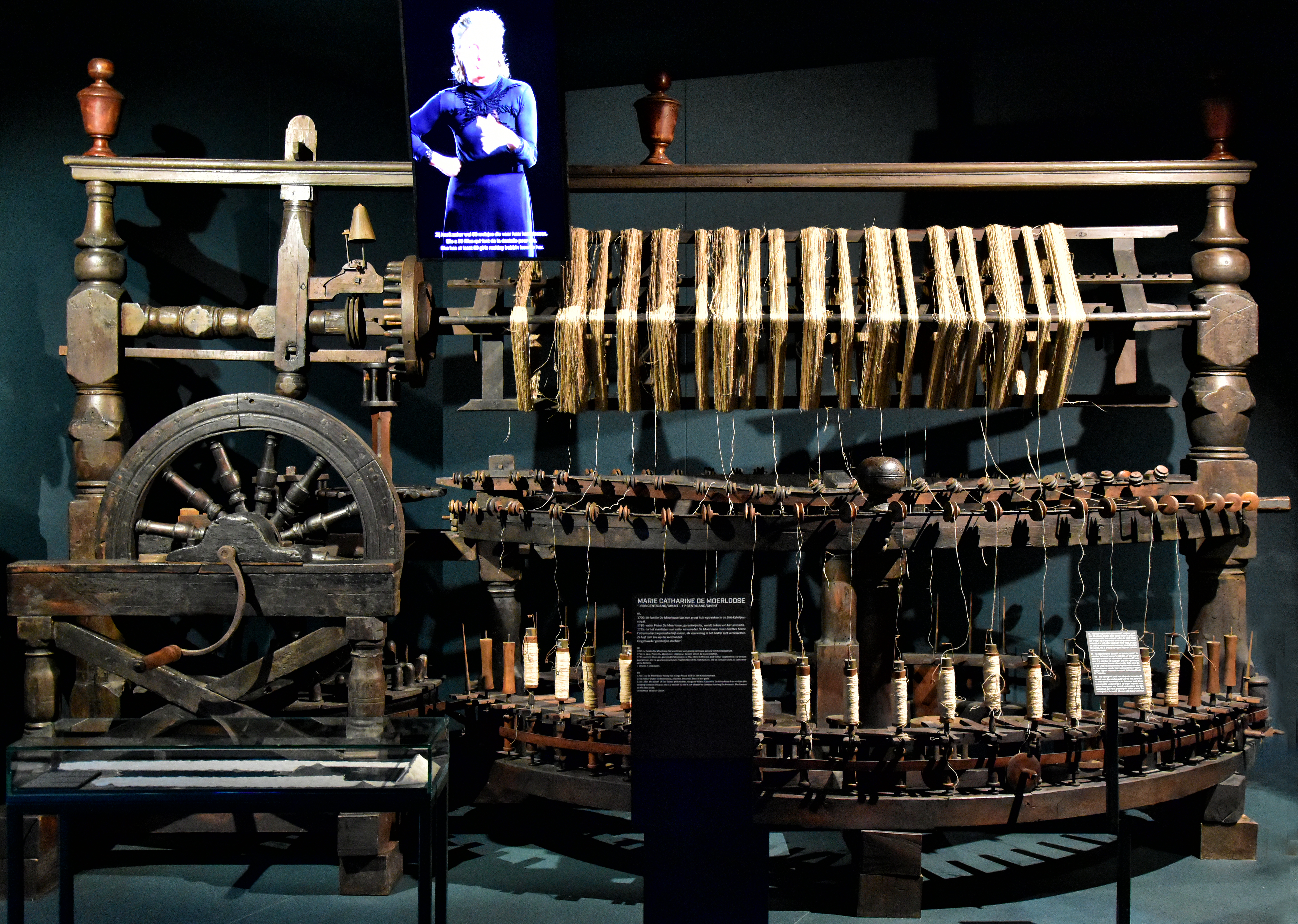
Deze ovalen twijnmolen is de oudst bewaarde ter wereld.

Marie Catharine de Moerloose (Gent, 12 september 1698 – onbekend) was een Belgische zakenvrouw en twijnster.

## Arbeid en zaakvoering
Marie Catherine de Moerloose was de dochter van Franscisca van Brussel en Petrus De Moerloose. Ze groeide op en leerde werken binnen de Gentse textielsector. Haar ouders hadden zeker een twijnmolen in bezit en personeelsleden in dienst. Na het overlijden van haar vader, zette Marie Catherine de de twijnderszaak van haar ouders verder. Vermoedelijk dreven haar ouders ook handel in kantwerk. Marie Catherine koos voor een leven als geestelijke dochter, wat haar het statuut als 'koopvrouw' gaf. Via deze weg kon ze rechtsgeldig handelen. Na het heengaan van haar moeder, nam ze de volledige zaakvoering op zich. De twijndersgilde kreeg hoogte van haar werk en spande een proces aan. De gildemannen stelden dat ze enkel als weduwe de zaak voortzetten, niet als dochter. Ze mocht immers de meesterproef niet afleggen. Het uiteindelijke verdict luidde dat ze een uitdovingsperiode van één jaar kreeg om de garens te verwerken. Marie Catherine bleef zaken doen, al dan niet in het twijnen. In 1749 deed ze een aanvraag om twee kleine huizen achterop haar erf te laten veranderen in een ‘poorte cochaire’, een brede poort waar een voertuig door kan. Dit wees erop dat ze een koets in eigendom had, wat een statussymbool was in die tijd.

## Situering in de geschiedenis
Haar onderneming, gelegen in de Sint-Katelijnestraat, maakte deel uit van de Gentse Waterwijk. Dit stadsgedeelte bevind zich achter de Vrijdagmarkt. In de zeventiende en achttiende eeuw was deze wijk een textielwijk in elke zin van het woord: breisters, kantwerksters, twijndersfamilies, wevers,... woonden en/of werkten er. Twijnen was immers een nevenbedrijf van de vlasnijverheid. Sterk en glad garen deed bijvoorbeeld dienst als kettingdraad voor gemengde stoffen, voor het kantklossen, voor de boekbinderij en als naaigaren.